# Лео клуб
Лео клуб (англ. Leo Club) — молодіжна організація під егідою Lions Clubs International. Назва організації звучить як абревіатура від трьох складових девізу клубу: Leadership, Experience і Opportunity (рус. Лідерство, досвід і можливості). Заявленою метою організації є діяльність і програми, спрямовані на поліпшення суспільства, які повинні розвивати і виробляти навички лідерства, організованості і суспільно-корисної праці серед молоді. 

## Історія
Перший Лео клуб з'явився в 1957 році в Пенсільванії (США). Його засновник, Джим Грейвер (англ. Jim Graver), тренер місцевої бейсбольної команди, був активним членом Лайонз клубу (англ. Glenside Lions Club). Перший склад клубу налічував 35 учнів вищої школи Абінгтон (англ. Abington Heights School), з них 26 були членами бейсбольної команди Грейвера. 
У 1964 році рух, заснований Грейвером, привернув увагу окружного департаменту Лайонз (англ. Lions district). Лео клуб отримав спонсорську допомогу і можливість для розвитку за межами Пенсільванії. До 1967 року рух включав в себе близько 200 клубів, створених в 18 країнах світу, і був визнаний офіційною молодіжної програмою Lions Clubs International. За наступний рік кількість клубів було збільшено в 4 рази, і на кінець 1968 року налічувалося 918 Лео клубів в 48 країнах світу.  
Згідно з даними, наданим офіційним сайтом Лео клубу:   
- 2000-й клуб був утворений в 1974 році.
- 5000-й клуб («Fomeque Monarca» в Колумбії) був утворений в 1996 році[1].

На початок 2010 року рух Лео клуб зареєстровано в 142 країнах світу і нараховує 144 000 членів в усьому світі.

## Структура
Основними спонсорами і координаторами руху є Міжнародна Асоціація Лайонз Клубів (англ. The International Association of Lions Clubs) або LCI (скор. Від англ. Lions Clubs International). Лео клуби, організовані в країні, об'єднуються в Лео-дистрикт (англ. Lions district). Учасники Лео клубу називаються левенятами (англ. Leos). 
Кожен клуб має своє управління (так звані офіцери), до яких відносяться президент клубу, його заступник, скарбник і секретар. Так само Статутом передбачається наявність різноманітних комітетів (з фінансів, напрямвків, проектів). Кожен Лео клуб підпорядковується Лайонз клубу в своєму дистрикті.  
Основною сферою діяльності Лео клубів є проведення різних соціальних проектів і заходів для літніх людей, дітей, для людей з обмеженими можливостями в сферах охорони здоров'я, освіти, саморозвитку. Лео клуби можуть проводити проекти як самостійно, так і в кооперації з іншими Лео клубами або сторонніми організаціями.   
У 2002 році Лео клуби були розділені на два напрямки, в залежності від віку членів:    
- Альфа (Alpha), членами можуть бути молоді люди у віці від 12 років (мінімальний вік членства) до віку, рівного віку повноліття регіону, де організований даний Лео клуб;
- Омега (Omega), членство в клубі від віку повноліття до максимально можливого віку, що визначається Лайонз Дистрикт (зазвичай 30 років).

Логотип
Кольори для логотипу першого Лео клубу були запозиченими кольорами школи, на базі якої він був створений: темно-бордовий і золотий. Емблемою Міжнародної програми Лео клубу і Лео клубів є дві золоті левові голови, повернені в різні боки один від одного (один з гордістю — в минуле, інший з надією — в майбутнє), розділені вертикальною темно-бордового смугою з буквами L, E і O, написаними згори вниз. Після того, як програма клубу розділилася на Альфа (англ. Alpha Leo Clubs) і Омега (англ. Omega Leo Clubs), офіційними кольорами логотипу для першої став бордовий, а для другої — синій. Колір платини є загальним кольором для всіх Лео клубів. 

## Клуби в країнах світу
Рух в Німеччині
У Німеччині перший Лео клуб «Gießen Lahn-Dill» був створений в грудні 1970 року. Одночасно з ним був відкритий і перший клуб в Австрії — «Wien opera». Всього на 1 липня 2010 року в Німеччині налічується 184 клуби з 3294 членами, в Австрії — 22 клуби і близько 270 членів, в Швейцарії — 8 клубів. Крім того в Німеччині (в дистрикт входять так само немецькомовні клуби Австрії та Швейцарії) існують два заходи Лео клубів піднятих на національний рівень: День служби Лео і Лео-естафета. 
День служби Лео (нім. Leo-Service-Day) проводиться щорічно, починаючи з 1995 року, в першу суботу травня. У цей день всі Лео клуби влаштовують благодійні заходи з метою збору коштів на обраний спільним рішенням напрямок, зазвичай для вже існуючого благодійного фонду (наприклад, в 1997 році кошти збиралися для фонду Бьорн-Стайгера (нім. Björn-Steiger-Stiftung), в 2002 році для фонду Едерноф-Рудольфа (нім. Ederhof-Rudolf Pichlmayr Stiftung), що займається трансплантацією тканин). За 11 років було зібрано більш ніж 100 000 €. У 2008 році до участі в заході долучилися і Лайнз-клуби Німеччини та Австрії, день перейменований в Lions-Leo-Aktionstag.  
Метою Лео-естафети (нім. Leo-Staffel-Activity) є збір коштів протягом року на встановлену мету. Перша естафета стартувала в 2004 році. Так, наприклад, в 2007 році зібрані кошти були направлені до фонду дітей-інвалідів, а в 2008 — 2009 роках — на відкриття центру професійного навчання в Шрі-Ланці.   
Рух в Франції
Згідно з даними асоціації руху у Франції, в країні налічується близько 60 клубів. Діяльність членів Лео клубів зводиться до гуманітарної і соціальної допомоги: організація пунктів харчування для бездомних, відправка книг і гуманітарної допомоги у франкомовні країни Африки, збір коштів для інших об'єднань, участь в телемарафонах, організація фестивалів та свят.   